# Mysidia grandis
Mysidia grandis är en insektsart som beskrevs av Broomfield 1985. Mysidia grandis ingår i släktet Mysidia och familjen Derbidae. Inga underarter finns listade i Catalogue of Life.